# Paspalum dilatatum
Paspalum dilatatum är en gräsart som beskrevs av Jean Louis Marie Poiret. Enligt Catalogue of Life ingår Paspalum dilatatum i släktet tvillinghirser och familjen gräs, men enligt Dyntaxa är tillhörigheten istället släktet tvillinghirser och familjen gräs. Arten har ej påträffats i Sverige. Inga underarter finns listade i Catalogue of Life.

## Bildgalleri

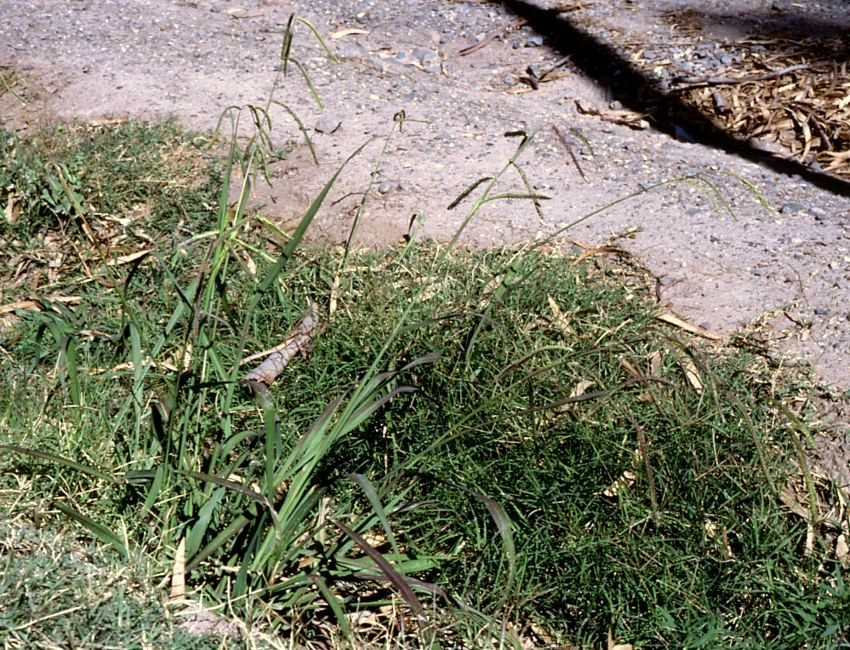
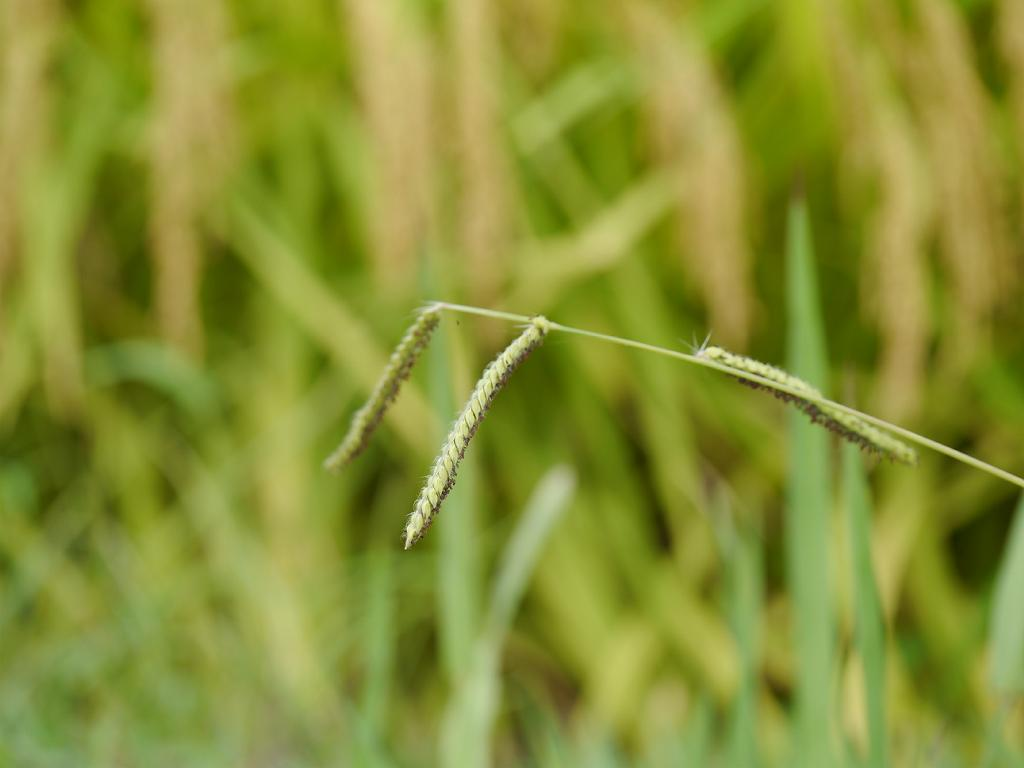
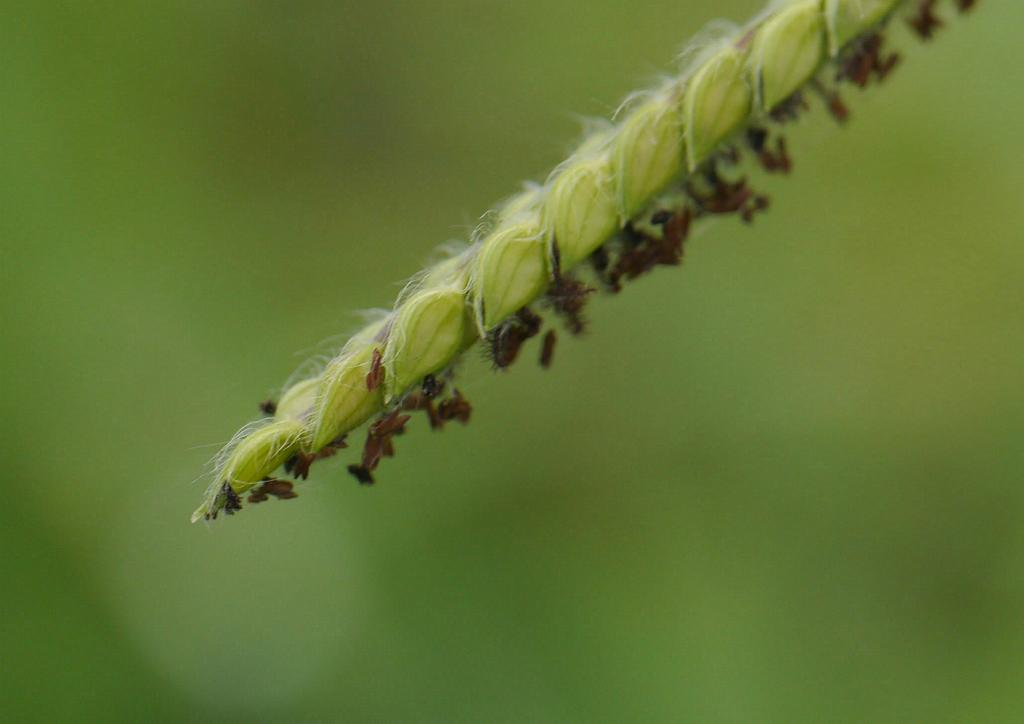